# Harald Pfeifer (Journalist)
Harald Pfeifer (* 1951 in Leipzig) ist ein deutscher Autor und Journalist mit dem Schwerpunkt Satire und Kabarett.

## Leben und Wirken
Nach dem Besuch der 25. Polytechnischen Oberschule in Leipzig (1957–1967) und einer Berufsausbildung zum Maschinenbauer mit Abitur beim VEB Bodenbearbeitungsgeräte Leipzig (1967–1970) absolvierte Harald Pfeifer ein Technologie-Studium der Metallverarbeitenden Industrie an der Technischen Hochschule Magdeburg (1970–1974), das er als Diplom-Ingenieur abschloss. Während der folgenden Berufstätigkeit am Institut für Landmaschinentechnik Leipzig, beim VEB Kombinat Medizin- und Labortechnik Leipzig und im VEB Kraftfahrzeugwerk Olbernhau erschienen erste Veröffentlichungen von Lyrik und Prosa. Ab 1982 schrieb er regelmäßige Artikel im Sächsischen Tageblatt, Fachartikel in der Zeitschrift Unterhaltungskunst (1987–1990) sowie für den Kulturalmanach Leipziger Blätter.
Nach der Wende war Harald Pfeifer ab 1991 als freier Mitarbeiter erst bei Sachsen Radio, dann ab 1992 bei MDR Kultur bzw. MDR FIGARO tätig. Hier agierte er von 2001 bis 2016 als redaktionell verantwortlicher freier Mitarbeiter für den Kabarett-Sendeplatz, auf dem sowohl über das Kleinkunstgeschehen im Sendegebiet des MDR als auch im deutschsprachigen Raum informiert wurde.
Während dieser Zeit war Harald Pfeifer Mitglied des Arbeitskreises für Unterhaltung deutschsprachiger Sender (AUDS) und der Jury des internationalen Kabarettpreises Salzburger Stier. Jurorenverantwortung trug er auch von 2001 bis 2019 für den Deutschen Kleinkunstpreis in Mainz.
Harald Pfeifer führte zahlreiche Interviews für längere Kabarett- und Kleinkunstsendungen Sendungen von BR, MDR, SWR, WDR, DeutschlandRadio und SRF – so unter anderen mit Christian Becher, Konrad Beikircher, HG. Butzko, Matthias Deutschmann, Edgar Hilsenrath. Hanskarl Hoerning, Hanns-Dieter Hüsch, Luise Kinseher, Dietrich Kittner, Marc-Uwe Kling, Stephan König, Volker Kühn, Barbara Kuster, Bernd-Lutz Lange, Erik Lehmann, Tom Pauls, Hans-Günther Pölitz, Lisa Politt, Urban Priol, Tobias Mann, Missfits, Tobias Morgenstern, Dieter Nuhr, Rainer Otto, Arnulf Rating, Andreas Rebers, Sven Regener, Ernst Röhl, Thomas Rühmann, Wolfgang Schaller, Gerhard Schöne, Georg Schramm, Manfred Schubert, Christoph Sieber, Erwin Stache, Simone Solga, René Sydow, Ellen Tiedtke, Klaus Voormann, Hannes Wader, Claus von Wagner, Konstantin Wecker, Bettina Wegner und Hans-Eckardt Wenzel.
Seit 2020 ist Harald Pfeifer Vorstandsvorsitzender des Leipziger Lachmesse Vereins e.V. und gemeinsam mit Dörte-Solveig Waurick und Arnulf Eichhorn für die künstlerische Leitung des Humor- und Satire-Festivals verantwortlich.

## Hörfunksendungen (Auswahl)
- Da stammle ich ins Blaue und treffe ins Schwarze – Erwin Grosche (SWR, 1993)
- Motzen und glotzen – über Richard Rogler und Georg Schramm (SWR, 5. Mai 1994)
- Die Kunst steckt im Detail – Wolfgang Krause Zwieback (DLF Brettlzeit, 1994)
- Lieder als Rückspiegel – Die DDR in den Texten des Kurt Demmler (DLF Freistil, 1996)
- Von der Kunst, nichts gesagt zu haben – Peter Ensikat (DLF Querköpfe, 25. April 2001)
- Was bitte ist Spannungsliteratur?, zus. m. Matthias Biskupek, (MDR KULTUR, September 2002)
- Ein Mey mit 60 Lenzen – Reinhard Mey (MDR KULTUR, 18. Dezember 2002)
- Mit Punk und Bukowski – die Poetries Jan Off, Volly Tanner und Jaromir Konecny (MDR FIGARO, 7. Januar 2005)
- Wühlmaus nonstop – Dieter Hallervorden zum 70. (MDR FIGARO, 2. September 2005)
- Wer, wenn nicht er? – Dieter Hildebrandt zum 80. (MDR FIGARO, 18. Mai 2007)
- Wenn Du mein Buch gelesen hättest … Lotti Huber zum 10. Todestag (MDR FIGARO, 16. Mai 2008)
- Und hinter der Bühne Theater – Dieter Hildebrandt und Werner Schneyder 1985 in Leipzig (MDR FIGARO, 15. Januar 2010)
- Ein Sachse greift ein – Der Kabarettist und Schauspieler Wolfgang Stumph (MDR FIGARO, 25. Februar 2011)
- Im Zweifel für den Zweifel oder Wie man mit der Wahrheit verfährt – zum 70 Geburtstag von Peter Ensikat (MDR FIGARO, 8. Mai 2011)
- Im Meer vermehrt – Wolfgang Krause Zwieback in Tatsachen, Überlegungen und Hoffnungen, mit Michael Hametner, Johannes Heisig und Tobias Morgenstern, (MDR FIGARO, September 2011)
- Lachen, Tod und Teufel – Zwei Schicksale: Willy Rosen und Peter Pan (MDR FIGARO, 27. Januar 2012)
- Hammer Rehwü – Karls Enkel in Streitlust (MDR FIGARO, 15. Juni 2012)
- Ein synonym für Distel – Der Kabarettist, Schauspieler und Regisseur Otto Stark (MDR FIGARO, 4. Mai 2012)
- Hart am Leben – Jürgen Hart und seine Nachwirkung (MDR FIGARO, 4. Mai 2012)
- Ein Leipziger in Würzburg – der Kabarettist, Autor und Radiomann Mathias Tretter (MDR FIGARO, 5. April 2013)
- Mit Gusche, Gagsch und Gohglmosch: Gunter Böhnke – ein Meister der sächsischen Mundart (MDR FIGARO, 1. September 2013)
- Der Mann aus dem fröhlichen Abseits – Edgar „Eddi“ Külow (MDR FIGARO, 27. September 2013)
- Maulheld mit Spieltrieb – Der Leipziger Kabarettist Meigl Hoffmann (MDR FIGARO, 7. Februar 2014)
- Die Polka und das Weltgeschehen – überwirkliche Geschichten von Andreas Rebers (MDR FIGARO, 22. Mai 2015) Kabarett
- Halte dich tapfer am Rand – Lange Nacht über Wenzel (DLF, 18. Juli 2015) Lange Nacht
- Alles unter Kontrolle – Zensur in den 80er Jahren in Leipzig (DLF, September 2016) Brettlzeit

## Buch- und Presse-Veröffentlichungen (Auswahl)
- Der Traum von einer Insel oder Die Trauminsel · Kleiner Reiseführer durch die Szenekneipe Tuvalu in: Leipziger Blätter 26/Frühjahr 1995
- Dürfen die denn das: 75 Jahre Kabarett in Leipzig, Hrsg. zus. m. Hanskarl Hoerning, Forum Verlag Leipzig 1996, ISBN 978-3-931801-47-2
- Expeditionen in die Wirklichkeit der Bühne · Die Kabarett-Autorin Cornelia Molle in: Leipziger Blätter 35/Herbst 1999
- Der Austritt aus dem verordneten Kollektiv · Die Leipziger Liederszene im letzten Jahrzehnt der DDR in: Leipziger Blätter 72/Frühjahr 2018
- Der dienstälteste Pfeffermüller Hanskarl Hoerning in: Leipziger Blätter 75/Herbst 2019